# Léon Chambige
Pour les articles homonymes, voir Chambige.
Léon Chambige est un homme politique français né le 21 janvier 1853 à Pont-du-Château (Puy-de-Dôme) et décédé le 21 novembre 1914 à Pont-de-Château.
Médecin en 1879, il s'installe dans sa ville natale, dont il devient conseiller municipal en 1884 et maire en 1893. Il est également conseiller général en 1890, et rapporteur général du Budget du conseil général. Il est député du Puy-de-Dôme de 1893 à 1909, inscrit au groupe de la Gauche radicale, et sénateur de 1909 à 1914.

## Sources
- « Léon Chambige », dans le Dictionnaire des parlementaires français (1889-1940), sous la direction de Jean Jolly, PUF, 1960 [détail de l’édition]